# Ganadería ecológica

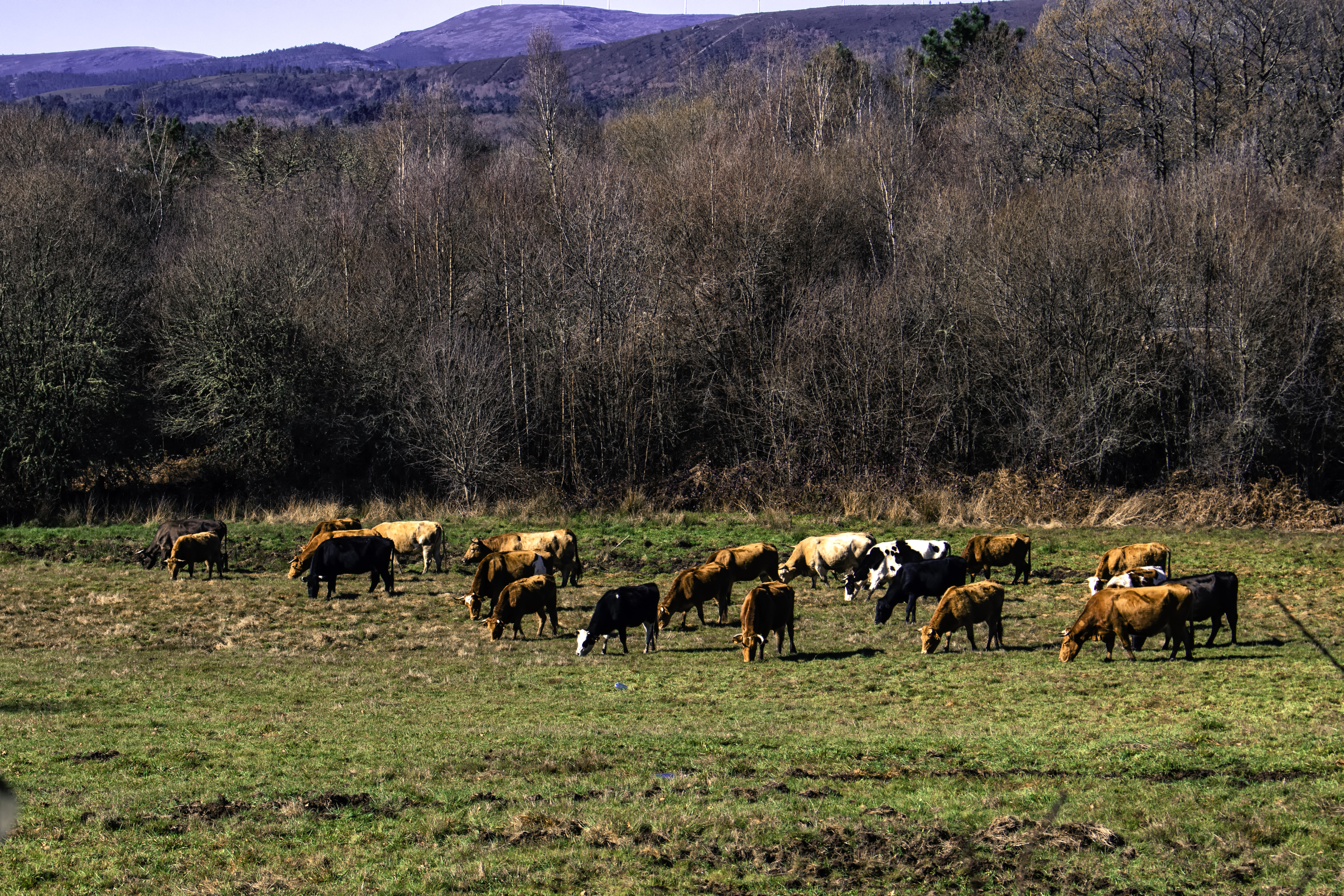
Vacas pastando al aire libre.

La ganadería ecológica, orgánica o biológica es un sistema de producción multifuncional, con unas bases técnicas y una normativa propia que la diferencian de los procesos intensivos y extensivos, cuyo objetivo principal es la obtención de alimentos de origen animal de máxima calidad sanitaria y bromatológica, con amplias garantías dietéticas y de seguridad alimentaria.
Se trata de un modelo de desarrollo sostenible en el medio rural, socialmente justo, basado en técnicas que respetan el medio ambiente, el bienestar animal y la salud de personas, animales y plantas; reducen al máximo las posibles pérdidas o emisiones atmosféricas; conservan la fertilidad de la tierra, mediante la utilización óptima de los recursos naturales (pastos); disminuyen los costes de producción, permitiendo obtener una renta suficiente a los ganaderos; y evitan el uso de sustancias químicas de síntesis y de organismos modificados genéticamente (transgénicos).
La ganadería ecológica, como forma de ganadería extensiva que es, debe estar ligada al suelo, o lo que es lo mismo, disponer de tierras de pasto o cultivo para obtener en la propia unidad de producción la mayor parte de los alimentos para los animales, contribuyendo así al equilibrio de los sistemas agrícolas y utilizando recursos naturales renovables.
Entre los productos derivados de este tipo de ganadería cabe destacar la carne ecológica (pollo, ternera, cerdo, cordero, etc.), la leche ecológica y los huevos ecológicos.

## Principios básicos
La ganadería ecológica se fundamenta en tres pilares básicos:
- Conservación del medio ambiente y de nuestro entorno natural. Garantiza la preservación del medio natural, asegura la biodiversidad y mantiene los ecosistemas. Utiliza animales de razas autóctonas que realizan un mejor aprovechamiento de los recursos naturales, buscando siempre el equilibrio de la carga ganadera con la oferta de recursos alimenticios existentes en la explotación. El alimento que recibe el animal procede de agricultura ecológica, que evita el uso de fertilizantes químicos, herbicidas y pesticidas reduciendo al mínimo la contaminación del suelo y el agua..
- Respeto al bienestar y protección de los animales. Promueve unas condiciones adecuadas para el desarrollo natural de los animales, en libertad y con espacios suficientes, y evita cualquier tipo de daño, maltrato o molestias innecesarias a lo largo de su vida.
- Protección de la calidad y seguridad alimentaria. Elimina el uso de sustancias químicas en la gestión de la explotación (fertilizantes para el terreno) y en el manejo de los animales (medicamentos), para evitar que aparezcan como residuos en los alimentos.[3] El animal es alimentado solo con productos orgánicos, lo que influye luego en las propiedades organolépticas de su carne.

## Evaluación científica del impacto y la eficacia

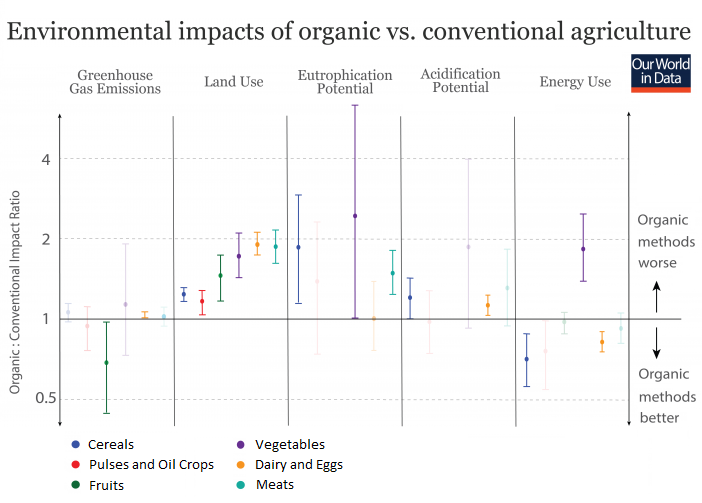
Comparación del impacto ambiental de la agricultura orgánica versus la convencional. La ganadería orgánica para carne (cian) tiene un peor desempeño en cuanto al uso de suelo y el potencial de eutrofización. La producción orgánica de leche y huevos (naranja) presenta peores resultados en emisiones de gases de efecto invernadero, uso de suelo y potencial de acidificación, y mejores resultados en el uso de energía.

Según George Monbiot, la carne de res y cordero orgánicos alimentados con pasto son los productos agrícolas más perjudiciales del mundo.

### Uso del suelo
El profesor Wolfgang Branscheid afirma que la producción animal orgánica no es buena para el medio ambiente, ya que el pollo orgánico requiere el doble de superficie que el pollo "convencional" y el cerdo orgánico un cuarto más. Según un cálculo del Hudson Institute, la carne de res orgánica requiere tres veces más superficie.

### Productividad
Un meta-análisis de 2021 informó (i) una productividad 14% menor en vacas lecheras orgánicas, (ii) una eficiencia del uso de alimento 11% y 89% menor en vacas lecheras y pollos orgánicos de engorde, respectivamente, y (iii) una menor competencia entre el uso de cultivos para alimentación animal y humana en sistemas lecheros orgánicos.

### Emisiones de carbono
Las emisiones pueden ser más altas en los sistemas orgánicos porque los animales crecen más lentamente sin hormonas, suplementos o alimentación convencional, lo que prolonga su vida útil durante la cual producen metano, un potente gas de efecto invernadero. Sin embargo, el pastoreo prolongado en praderas abiertas puede estimular el crecimiento vegetal que secuestra dióxido de carbono adicional y reduce las emisiones asociadas con la producción de alimento convencional.

### Calidad del producto
Honikel (1998) revisó el número limitado de estudios sobre leche, carne de res, cerdo y huevos, concluyendo que las características de calidad del producto —como factores nutricionales, higiénicos, sensoriales y tecnológicos— no difieren sustancialmente entre la ganadería orgánica y la convencional.

### Bienestar animal
Una revisión bibliográfica de 2003 no encontró indicios de que la salud y el bienestar fueran peores en la ganadería orgánica en comparación con la convencional, con la excepción de las enfermedades parasitarias.

## Certificación

El logotipo orgánico de la UE identifica los productos de origen orgánico.

En la Unión Europea existe una certificación oficial para los productos procedentes de ganadería y agricultura ecológicas, que cumplen unos requisitos concretos basados en los principios antes mencionados.
Para facilitar su identificación por parte de los consumidores, existe también un sello o logotipo oficial que figura en el envasado de dichos productos, acompañado o no de otros sellos de carácter nacional o regional. Paralelamente, existe una regulación (Reglamentos Comunitarios 834/2007 y 889/2008) sobre las denominaciones ecológico, biológico y orgánico, así como los prefijos eco- y bio-, que solo pueden utilizarse en dichos productos.